# Lidl

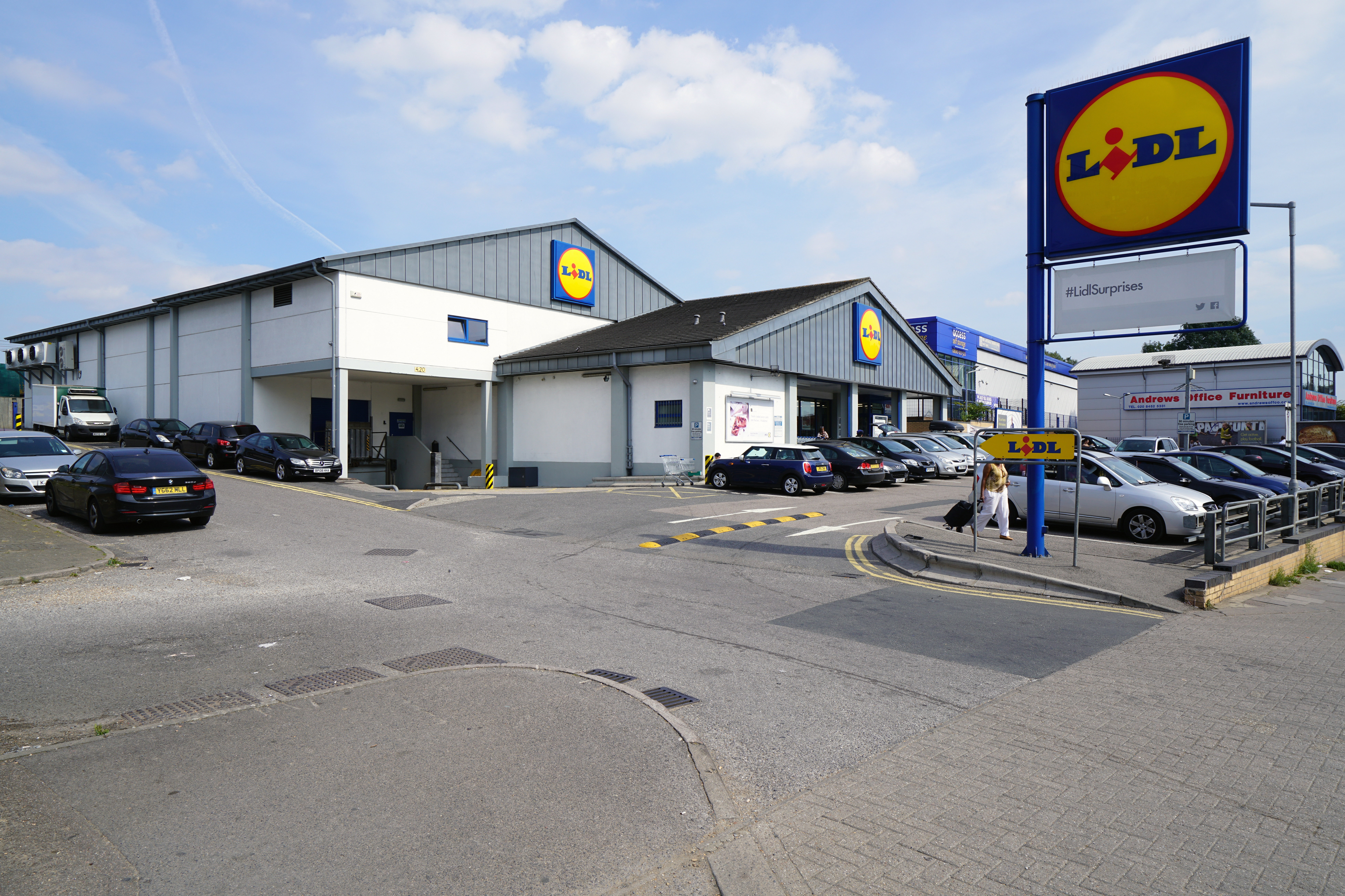
Un negozio Lidl a Londra

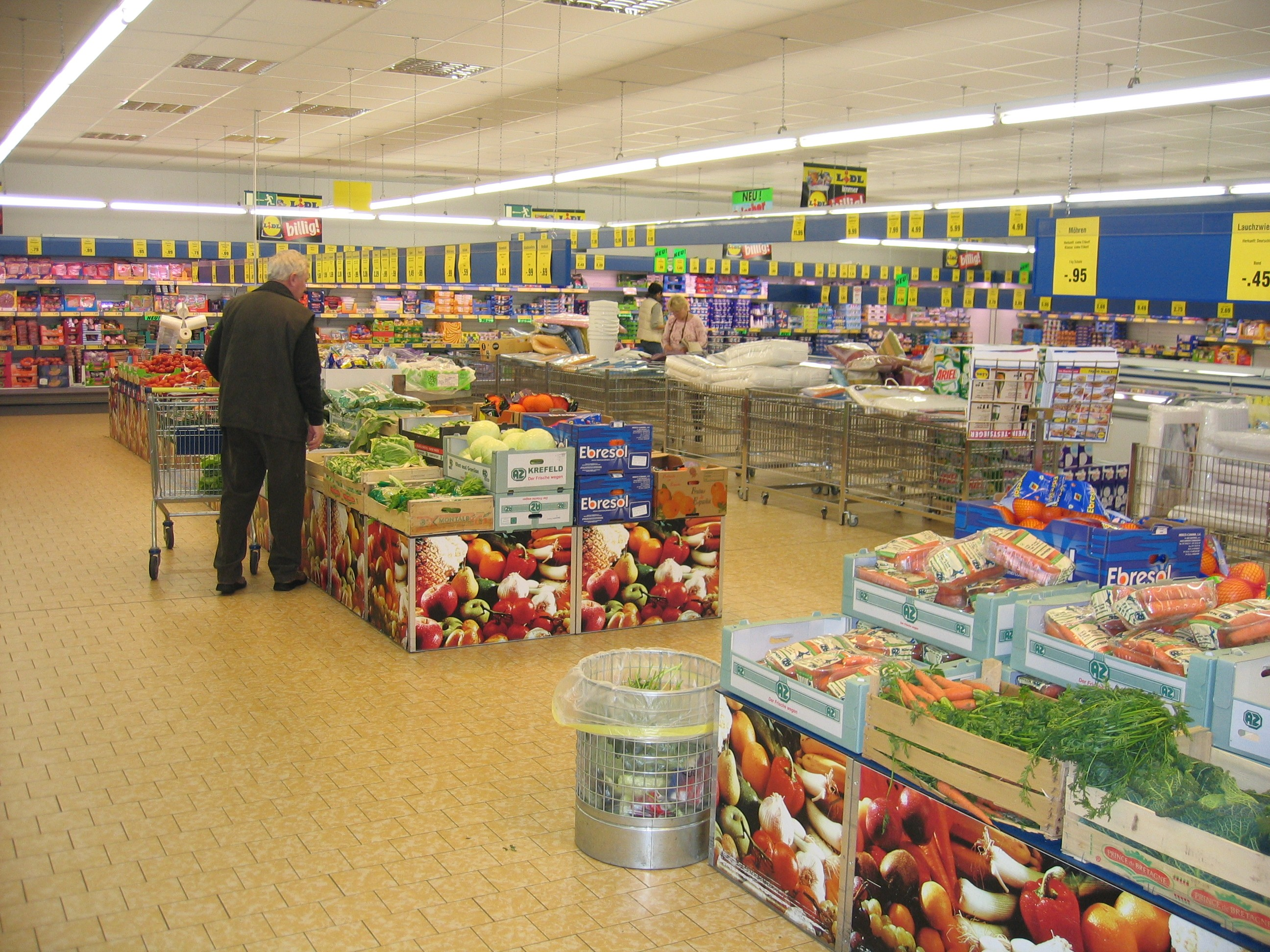
Interno di un supermercato Lidl (2006)

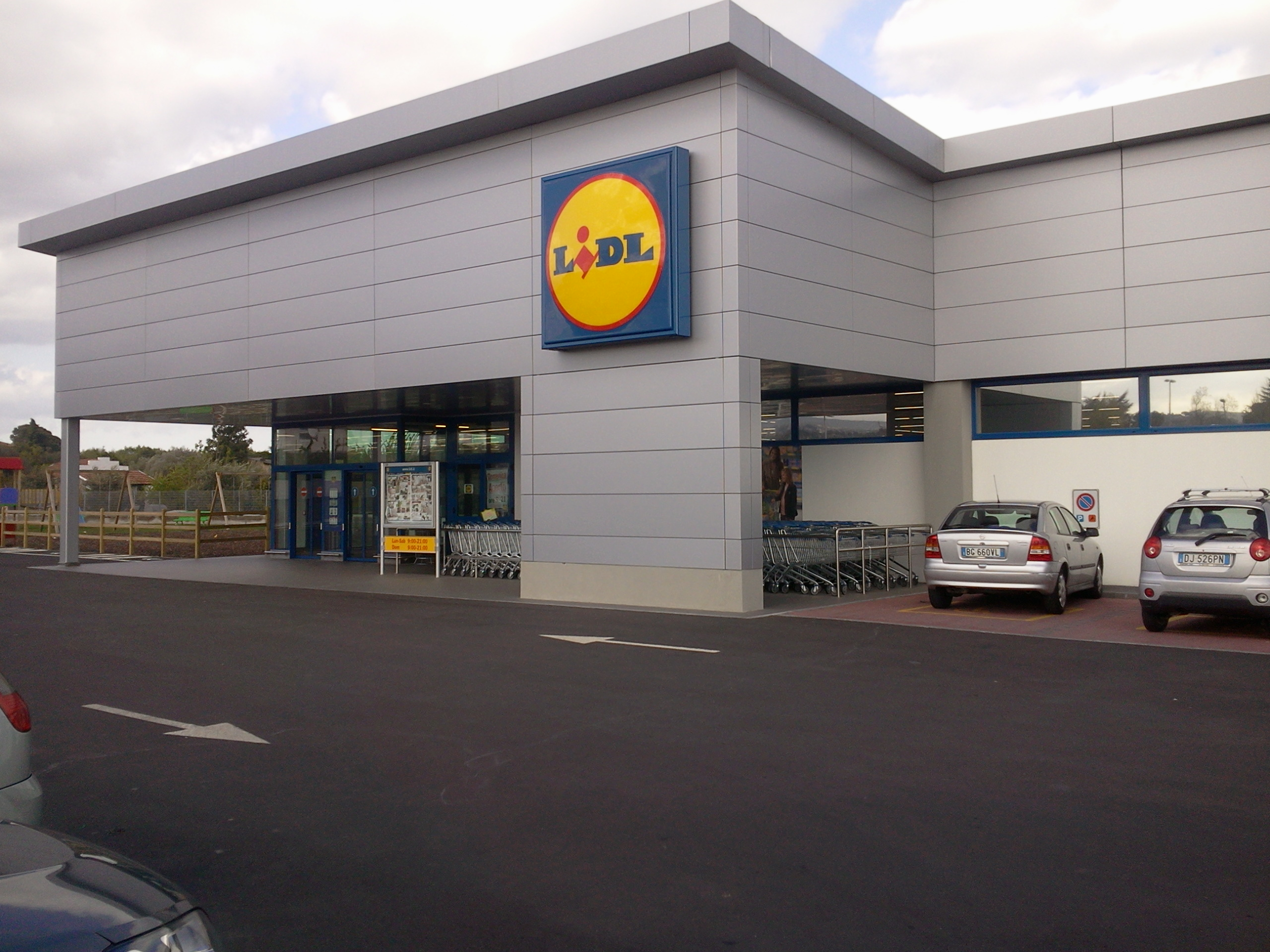
Un negozio Lidl a San Giovanni la Punta (CT)

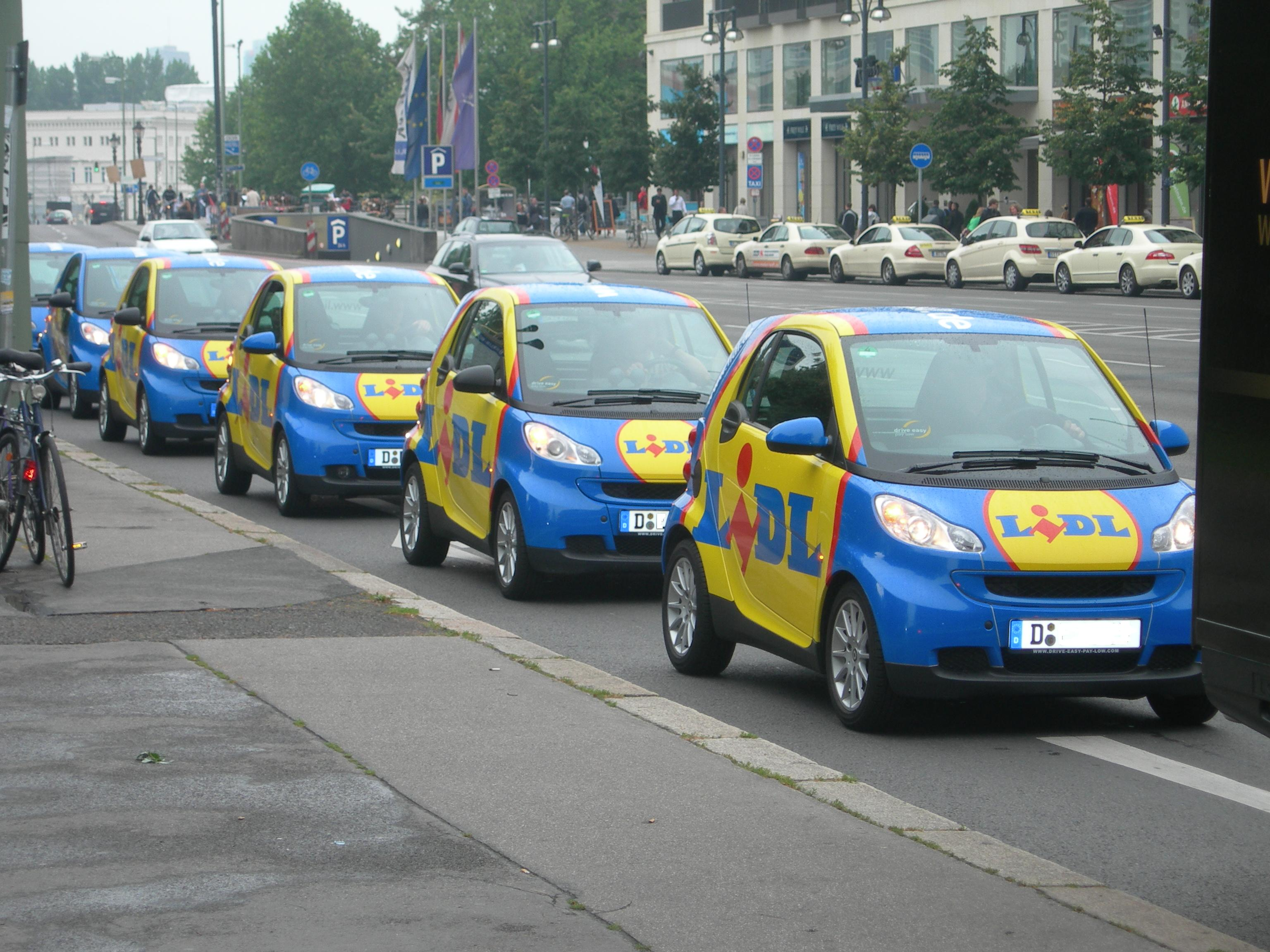
Smart sponsorizzate Lidl

Lidl è una catena europea di supermercati di origine tedesca, facente parte dello Schwarz Gruppe. Opera con la formula distributiva del discount; al 2024 vi sono oltre 12.000 supermercati della società nel mondo.

## Storia
L'azienda è stata fondata nel 1932 da Josef Schwarz, originariamente come Lidl & Schwarz Lebensmittel-Sortimentsgroßhandlung, operante nel settore degli alimentari.
Nel 1977, Dieter Schwarz, figlio di Josef, ha iniziato a concentrarsi sul settore dei discount; il primo punto vendita venne aperto nel 1973 sul modello di ALDI e nel 1977 la catena comprendeva già 33 negozi. Nella prima metà degli anni novanta è invece cominciata l'espansione nel resto dell'Europa occidentale, con l'apertura del primo punto vendita nel Regno Unito nel 1994.

## Descrizione e attività

### Forma giuridica
In Germania la struttura giuridica più utilizzata è quella della "Fondazione"; in Italia la società è una Srl; in Svizzera è una SA (Società Anonima), con un capitale nominale di 110 000 000,00 franchi svizzeri.

### Prodotti commercializzati
Lidl vende principalmente prodotti alimentari e bevande, sebbene offra anche articoli per l'igiene personale, prodotti per la casa, piccoli elettrodomestici e utensili per bricolage. Inoltre i punti vendita promuovono offerte di durata limitata, tipicamente di tre giorni, in altri prodotti più cari come elettrodomestici, computer o utensili vari. Lidl è solita vendere prodotti a marchio proprio, spesso esiste una sola marca per tipo di prodotto. Questo permette a Lidl di mantenere il prezzo più basso possibile, obiettivo principale della catena. Le analisi indipendenti delle organizzazioni dei consumatori hanno riscontrato che i prodotti Lidl solitamente non sono peggiori di quelli di altre marche commerciali, nonostante il prezzo decisamente più basso.
Nel 2017 ad Amburgo presso alcuni punti vendita della società sono stati esibiti alcuni capi della collezione Esmara, creata dalla modella Heidi Klum, che è anche la stilista di alcune collezioni messe in vendita dalla catena nell'autunno/inverno alla fine del medesimo anno.

### Sistema di smistamento alle casse
Una volta che i prodotti sono stati passati dai cassieri sul lettore del codice a barre, la strategia commerciale di Lidl prevede che il cliente rimetta i propri articoli nel carrello, li paghi e li imbusti in un banco a parte. Per questo motivo le casse del supermercato non sono provviste del classico spazio destinato all'imbustamento, questo allo scopo di velocizzare i pagamenti alle casse e ridurre i tempi di attesa per il cliente, anche se ciò procura disorientamento a coloro che non sono abituati a questa modalità, usata nei Paesi nordici. 

### Servizi alla clientela
Lidl opera secondo uno schema di integrazione fra l'offerta di beni di consumo e servizi alla clientela. In particolare, Lidl ha avviato sia una collaborazione con un'agenzia viaggi (agosto 2006) sia l'offerta di una carta di credito interna (agosto 2007), che a settembre 2009 si è deciso di sospendere. Le ultime carte emesse sono andate a scadenza a fine 2011.

### Sistemi informatici
Lidl ha sviluppato nel corso degli anni sistemi informatici innovativi per il mercato italiano.
L'azienda, che all'inizio della sua attività non aveva nelle casse gli scanner, è stata la prima struttura a introdurre delle bilance di check-out che consentono di pesare la frutta e la verdura sfuse direttamente in cassa, limitando così il taccheggio su questi prodotti.
Sempre a livello di cassa, ha introdotto scanner bi-ottici che consentono di scansionare il prodotto con un angolo di 360°, inoltre la maggior parte dei prodotti è dotata di codice a barre di dimensioni superiori al normale, e su più lati del prodotto, per aumentare le probabilità di lettura corretta da parte dello scanner al primo passaggio.

### Pubblicità
Nel 2019 la società ha pubblicato un album su Spotify, intitolato Allt annat är olidligt, contenente i tipici suoni di un supermercato. Nel 2023 l'impresa ha ingaggiato l'attore statunitense Arnold Schwarzenegger come testimonial pubblicitario per gli attrezzi di utensileria a marchio parkside.

## Diffusione ed espansione
Secondo dati forniti nel 2004, Lidl sarebbe per grandezza la seconda catena di supermercati in Germania e inoltre è diffusa in 26 stati nel mondo, prevalentemente nell'Unione europea. Inoltre il bilancio del gruppo ammonterebbe a 36 miliardi di euro, incrementandosi del 44% ogni tre anni. Il grande successo della catena è da attribuirsi ai prezzi decisamente competitivi dei suoi prodotti, a un'offerta merceologica di grande qualità e al carico di lavoro ripartito fra poche unità di personale.
Agli inizi del 2000 Lidl stava cercando di espandersi nelle tre repubbliche baltiche (Estonia, Lettonia, Lituania) e in Nord America. Poi le diverse situazioni dei mercati e la volontà di concentrarsi sui principali mercati strategici dell'azienda (Germania, Francia, Regno Unito, Italia, Spagna e Malta in modo particolare) hanno di fatto determinato un rallentamento di questi progetti di espansione. Il 2017 segna l'ingresso nel mercato della Lituania e oltreoceano negli Stati Uniti.

## Critiche e osservazioni

### Germania e Danimarca
In Germania Lidl ha ricevuto aspre critiche sul trattamento dei dipendenti: l'azienda ne ostacolerebbe l'iscrizione ai sindacati e imporrebbe ritmi lavorativi pesanti e salari bassi. 
Il 10 dicembre 2004 l'importante sindacato tedesco Ver.di ha pubblicato il libro Schwarzbuch Lidl ("Il libro nero di Lidl"), nel quale erano descritte con dovizia di particolari alcune politiche di sfruttamento e di controllo dei lavoratori applicate nell'azienda.
Lidl ha risposto alle accuse definendole una "campagna diffamatoria" e ha giustificato alcuni casi isolati di cattivo clima lavorativo come il risultato di un forte ritmo di espansione, che non avrebbe consentito alla direzione centrale di sorvegliare ogni direttore dei suoi supermercati. In ogni caso il centro di controllo della compagnia ha licenziato 20 direttori. Inoltre, in risposta allo Schwarzbuch, l'azienda ha pianificato una campagna pubblicitaria sui giornali tedeschi, evidenziando di aver creato 50 000 posti di lavoro, 20 000 dei quali solo in Germania.
La rivista Stern accusò la Lidl di avere sistematicamente spiato i propri dipendenti. Tra le 10 e le 15 microcamere sarebbero state installate in ogni filiale e al direttore della stessa il loro utilizzo sarebbe stato giustificato quale sistema contro potenziali taccheggiatori. In realtà sarebbero state raccolte anche informazioni sui dipendenti e sulla loro condotta al posto di lavoro. «Questi protocolli di sorveglianza sono vergognosi e illegali», è stata la denuncia di un'organizzazione sindacale tedesca. A livello politico si pretende di aprire un'inchiesta per accertare eventuali violazioni dei dati e della sfera privata.
I vertici dell'azienda hanno fortemente preso le distanze da quanto accaduto (prevalentemente in Bassa Sassonia) inviando a tutti i dipendenti una lettera di scuse. In una recente trasmissione televisiva tedesca è stato anche messo in evidenza che quanto ha fatto Lidl in Germania è una prassi utilizzata da molte aziende di commercio al dettaglio. La rivista Foodwatch ha raffrontato le patatine Lidl e di altri concorrenti rispetto alla marca Pringles. L'analisi di Foodwatch è stata riportata dalla rivista Weltonline in data 6 agosto 2007. Il prodotto Lidl è risultato come migliore del test.
In Danimarca, per contro, le relazioni sindacali con la Lidl sono molto buone. Nel gennaio 2006 Lidl ha sottoscritto un accordo integrativo con il principale sindacato della Danimarca 3F che prevede una maggiore retribuzione oraria per i dipendenti (14,48 € anziché 13,79 €). L'importo rappresenta un incremento del 5% rispetto al salario contrattuale definito in Danimarca per dipendenti di analoghe strutture.
Tale accordo non rappresenta una novità per la Lidl in Danimarca. Già nel 2004 era stato raggiunto un accordo per i dipendenti dei punti vendita che prevede sia miglioramenti salariali sia una copertura pensionistica integrativa.

### Italia e Spagna
Anche in Italia sono sorte molte polemiche riguardanti il tema delle condizioni di lavoro nella catena Lidl, al punto che nel 2003 il giudice del lavoro del tribunale di Savona ha emesso una sentenza di condanna contro Lidl per attività antisindacale. La rivista Altroconsumo ha spesso posizionato i prodotti Lidl nella parte alta delle proprie classifiche (per esempio: crema solare, prosciutto a fette, sacchetti, detersivi per lavastoviglie, burro e altri). Lidl è accusata di usare strategie aggressive nei confronti dei fornitori, al fine di mantenere bassi i prezzi al consumatore.
La catena non consentirebbe l'apertura di rappresentanze sindacali nei propri punti vendita italiani, usando lo stratagemma di non assumere più di 10 unità per punto vendita; inoltre avrebbe comportamenti vessatori verso le maestranze. Lidl è stata condannata dal tribunale di Trento per aver multato dipendenti che scioperavano.
In Spagna molti agricoltori hanno chiesto di boicottare la catena dato che, abusando della sua posizione dominante, ha fortemente depresso i prezzi di frutta e verdura.

## Presenza nel mondo

### Attuale
| Paese       | Filiali | Prima apertura |
| ----------- | ------- | -------------- |
| Austria     | 260     | 1998           |
| Belgio      | 309     | 1995           |
| Bulgaria    | 128     | 2010           |
| Cipro       | 20      | 2010           |
| Croazia     | 107     | 2006           |
| Danimarca   | 139     | 2005           |
| Germania    | 3250    | 1973           |
| Estonia     | 13      | 2022           |
| Finlandia   | 205     | 2002           |
| Francia     | 1588    | 1989           |
| Grecia      | 232     | 1999           |
| Irlanda     | 180     | 2000           |
| Italia      | 750     | 1992           |
| Lettonia    | 28      | 2021           |
| Lituania    | 69      | 2016           |
| Lussemburgo | 13      | 2001           |
| Malta       | 10      | 2008           |
| Paesi Bassi | 439     | 1997           |
| Polonia     | 850     | 2002           |
| Portogallo  | 273     | 1995           |
| Rep. Ceca   | 319     | 2003           |
| Regno Unito | 1011    | 1994           |
| Romania     | 377     | 2011           |
| Serbia      | 72      | 2018           |
| Slovacchia  | 161     | 2004           |
| Slovenia    | 65      | 2007           |
| Spagna      | 680     | 1994           |
| Stati Uniti | 181     | 2017           |
| Svezia      | 205     | 2003           |
| Svizzera    | 169     | 2009           |
| Ungheria    | 205     | 2004           |
| Totale      | 12 235  |                |

### Prevista
- Albania
- Andorra
- Australia
- Bosnia ed Erzegovina
- Canada
- Liechtenstein
- Macedonia del Nord
- Marocco
- Montenegro
- Kosovo